# Liste der Kreisstraßen im Landkreis Bayreuth
Die Liste der Kreisstraßen im Landkreis Bayreuth ist eine Auflistung der Kreisstraßen im bayerischen Landkreis Bayreuth mit deren Verlauf.

## Abkürzungen
- AS: Kreisstraße im Landkreis Amberg-Sulzbach
- BA: Kreisstraße im Landkreis Bamberg
- BT: Kreisstraße im Landkreis Bayreuth
- BTs: Kreisstraße in der kreisfreien Stadt Bayreuth
- FO: Kreisstraße im Landkreis Forchheim
- HO: Kreisstraße im Landkreis Hof
- KU: Kreisstraße im Landkreis Kulmbach
- LAU: Kreisstraße im Landkreis Nürnberger Land
- NEW: Kreisstraße im Landkreis Neustadt an der Waldnaab
- St: Staatsstraße in Bayern
- TIR: Kreisstraße im Landkreis Tirschenreuth
- WUN: Kreisstraße im Landkreis Wunsiedel im Fichtelgebirge

## Liste
Nicht vorhandene bzw. nicht nachgewiesene Kreisstraßen werden in Kursivdruck gekennzeichnet, ebenso Straßen und Straßenabschnitte, die unabhängig vom Grund (Herabstufung zu einer Gemeindestraße oder Höherstufung) keine Kreisstraßen mehr sind.
Der Straßenverlauf wird in der Regel von Nord nach Süd und von West nach Ost angegeben.
| Nr. BT | Verlauf |
| ------ | --- |
| BT 1   | – Braunersberg – Obernsees – Frankenhaag – St 2185 – Mistelgau – |
| BT 2   | St 2191 in Nankendorf – Löhlitz – Wohnsgehaig – St 2185 in Glashütten |
| BT 3   | St 2181 in Weidenberg – BT 6 – Forst – in Seybothenreuth |
| BT 4   | (HO 19 im Landkreis Hof) – Landkreisgrenze – Zettlitz – Wundenbach – Gefrees – St 2180 – Gottmannsberg – Hirschhaid – Grassemann – BT 9 – St 2181 – Neubau –                                                                                   |
| BT 5   | (BTs 5 in Bayreuth) – Landkreisgrenze – Forkendorf – Gesees – BT 11 – Spänfleck – BT 47 – BT 43 – St 2163 |
| BT 6   | (BTs 6 in Bayreuth) – Landkreisgrenze – Lankendorf – BT 3 in Weidenberg |
| BT 7   | (HO 22 im Landkreis Hof) – Landkreisgrenze – Streitau – BT 10 – St 2180 bei Böseneck |
| BT 8   | (KU 1 im Landkreis Kulmbach) – Landkreisgrenze – BT 10 – /St 2180 |
| BT 9   | BT 4 in Grassemann – St 2181 in Warmensteinach |
| BT 10  | BT 7 in Streitau – Höflas – BT 8 |
| BT 11  | St 2163 in Hummeltal – BT 5 in Gesees |
| BT 12  | St 2460 – Goldkronach – St 2163 – Ziegelhütte – Nemmersdorf – Saas – St 2181 in Untersteinach |
| BT 13  | (WUN 1 im Landkreis Wunsiedel im Fichtelgebirge) – Landkreisgrenze – |
| BT 14  | St 2183 in Ramsenthal – Bremermühle – Heinersgrund – Hauenreuth – Haselhof – Lerchenhof – Forkenhof – Cottenbach – Heinersreuth – Vollhof – Tannenbach – Landkreisgrenze – (BTs 14 in Bayreuth) – Landkreisgrenze – Cottenbach – in Eckersdorf |
| BT 15  | BT 34 in Waischenfeld – Zeubach – Kugelau – Langweil – St 2185 in Volsbach |
| BT 16  | (KU 17 im Landkreis Kulmbach) – Landkreisgrenze – Pleofen – Simmelbuch – Neustädtlein am Forst – Lahm – |
| BT 17  | in Lehen – Troschenreuth – Hauendorf – Unterölschnitz – Seidelmühle – St 2184 |
| BT 18  | (TIR 17 im Landkreis Tirschenreuth) – Landkreisgrenze – Haidenaab – Göppmannsbühl am Berg – Lettenhof – Roslas – Guttenthau – Rosenhof – Landkreisgrenze – (NEW 15 im Landkreis Neustadt an der Waldnaab)                                      |
| BT 19  | St 2184 – BT 20 – Prebitz – Voita – Landkreisgrenze – (NEW 5 im Landkreis Neustadt an der Waldnaab) |
| BT 20  | St 2120 in Engelsmannsreuth – Altencreußen – Funkendorf – BT 19 – Prebitz – Losau – Großkorbis – Kleinkorbis – Frankenberg – Kodlitz – Naidlitz – St 2184 in Windischenlaibach                                                                 |
| BT 21  | St 2120 – Engelsmannsreuth Bahnhof |
| BT 22  | St 2184 in Lindenhardt – / in Schnabelwaid |
| BT 23  | St 2184 – Leups – Kotzenhammer – Wolfslohe – Scharthammer – Lehm – / – Kappelberg – St 2162 in Pegnitz |
| BT 24  | St 2403 in Troschenreuth – Landkreisgrenze – (NEW 43 im Landkreis Neustadt an der Waldnaab) |
| BT 25  | St 2403 in Neuhof – Lobensteig – Pertenhof – Penzenreuth – Landkreisgrenze – (AS 45 im Landkreis Amberg-Sulzbach) |
| BT 26  | St 2185 – Haßlach – St 2163 – Haselbrunn – Mandlau – Prüllsbirkig – Oberhauenstein – Kosbrunn – Körbeldorf – BT 41 – / in Pegnitz |
| BT 27  | St 2185 – Adlitz – St 2163 |
| BT 28  | (LAU 4 im Landkreis Nürnberger Land) – Landkreisgrenze – Schermshöhe – BT 29 – Riegelstein – Plech – St 2163 – BT 31 – |
| BT 29  | (LAU 3 im Landkreis Nürnberger Land) – Landkreisgrenze – Schermshöhe – BT 30 – BT 28 |
| BT 30  | BT 31 in Weidensees – Hüll – BT 31 – St 2163 – Betzenstein – Waiganz – Hetzendorf – Landkreisgrenze – (LAU 2 und LAU 1 im Landkreis Nürnberger Land) – Landkreisgrenze – Spies – BT 29 in Schermshöhe                                          |
| BT 31  | BT 30 – Mergners – BT 28 |
| BT 32  | in Weidensees – BT 30 – |
| BT 33  | St 2163 in Kirchenbirkig – Kleinkirchenbirkig – Kühlenfels – in Bronn |
| BT 34  | St 2188 in Hochstahl – Zochenreuth – Breitenlesau – St 2186 – Hubenberg – BT 35 – Gutenbiegen – St 2191 – Waischenfeld – BT 15 – Langenloh – St 2185 in Schweinsmühle                                                                          |
| BT 35  | BT 34 in Hubenberg – Seelig – Gösseldorf – Saugendorf – St 2191 |
| BT 36  | St 2188/St 2189 in Aufseß – Landkreisgrenze – (FO 40 im Landkreis Forchheim) |
| BT 37  | St 2281 in Drosendorf an der Aufseß – St 2189 in Neuhaus an der Pegnitz |
| BT 38  | (BA 31 im Landkreis Bamberg) – Landkreisgrenze – St 2281 |
| BT 39  | in Freienfels – St 2191 – Krögelstein – Landkreisgrenze – (KU 8 im Landkreis Kulmbach) |
| BT 40  | (KU 23 im Landkreis Kulmbach) – Landkreisgrenze – Fernreuth – |
| BT 41  | – Elbersberg – Geusmanns – Neugeusmanns – Willenreuth – Willenberg – BT 26 in Pegnitz |
| BT 42  | St 2177 – Kirchenpingarten – Tressau – Speichersdorf – |
| BT 43  | BT 5 – Weiglathal – St 2184 in Trockau |
| BT 44  | in Schönfeld – Landkreisgrenze – (KU 7 im Landkreis Kulmbach) |
| BT 45  | (HO 39 im Landkreis Hof) – Landkreisgrenze – St 2180 in Knopfhammer |
| BT 46  | – St 2460 – Bindlacher Berg |
| BT 47  | BT 5 in Spänfleck – Haag – Großweiglareuth – Sorg – Dorschenhof – / |
| BT 48  | (HO 44 im Landkreis Hof) – Landkreisgrenze – St 2180 in Gefrees – (St 2180 Gefrees bis Böseneck) – St 2180 bei Böseneck – Lützenreuth – BT 49 in Hohenknoden – in Bad Berneck im Fichtelgebirge                                                |
| BT 49  | (KU 2 im Landkreis Kulmbach) – Landkreisgrenze – – Wasserknoden – BT 48 in Hohenknoden |